# Gabriel Pereira de Castro

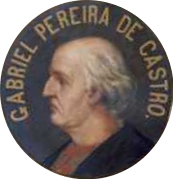
Gabriel Pereira de Castro (1571–1632), portugiesischer Richter und Dichter.

Gabriel Pereira de Castro (* 1571 in Braga, Portugal; † 1632 in Lissabon, Portugal) war ein portugiesischer Jurist, Geistlicher und Schriftsteller, der mit seinem einzigen Epos eines der wichtigen Epen nach den Lusiaden in Portugal schuf.

## Leben und Wirken
De Castro studierte Rechtswissenschaften in Coimbra und war geweihter Priester. Er arbeitete dann zeitlebens als Richter für Kriminal- und Militärrecht in Porto.
Sein Hauptwerk "Ulisseia" erschien erst posthum durch seinen Bruder vier Jahre nach seinem Tod. Es ist ein heroisches Epos in acht Gesängen. Ulissia wurde 1636 herausgegeben und 1642, 1745 und 1827 sowie 2004 neu aufgelegt. In dem Epos spricht er vom Gründungsmythos der Hauptstadt Portugals durch Ulyssis bzw. Odysseus. Es gilt seit den Luisiaden als eines der wichtigsten Epen portugiesischer Sprache. Sein Werk De Manu Regia Tractatus wurde im Jahr 1640, acht Jahre nach seinem Tod, durch die römisch-katholische Glaubenskongregation auf den Index gesetzt.
Nur wenige Werke sind bisher bekannt. Lope de Vega widmete ihm ein Sonett. Schrieb als Autor juristische und poetische Werke. Seine Werke schrieb er in Portugiesisch, Latein und Spanisch.
In Braga ist eine Straße nach ihm benannt.

## Werke
- Decisiones Supremi, Eminentissimeque Senatus Portugalliae, Lissabon, 1621.
- De Manu Regia Tractatus, 2 Bände, Lissabon, 1622–1625.
- Ulisseia ou Lisboa Edificada, Lissabon, 1636, Epos, posthum.
- Monomachia sobre as Concórdias que os Reis Fizeram com os Prelados de Portugal, Lissabon, 1738, posthum.